# Кінешемський район
Кінешемський район (рос. Кинешемский район) — муніципальний район у складі Івановської області Російської Федерації.
Адміністративний центр — місто Кінешма.

## Історія
Район утворений 14 січня 1929 року.

## Населення
| 1939    | 1959    | 1970    | 1979    | 1989    | 2002    | 2009    |
| ------- | ------- | ------- | ------- | ------- | ------- | ------- |
| 55 008  | ↘42 346 | ↘35 470 | ↘32 905 | ↘30 570 | ↘27 650 | ↘23 706 |
| 2010    | 2011    | 2012    | 2013    | 2014    | 2015    | 2016    |
| ↘23 258 | ↘23 181 | ↘22 822 | ↘22 579 | ↘22 344 | ↘22 295 | ↘21 988 |
| 2017    | 2018    | 2019    | 2020    | 2021    |         |         |
| ↘21 741 | ↘21 268 | ↘20 916 | ↘20 521 | ↘20 138 |         |         |